# おくにじまん日本一
『おくにじまん日本一』（おくにじまんにっぽんいち）は、1969年10月5日から1970年1月11日まで、日本テレビ系列局で放送されていた生放送のバラエティ番組である。毎回、日本テレビを始め、番組ネット局が持ち回りで制作。全15回。放送時間は毎週日曜 19:00 - 19:56 （日本標準時）。

## 概要
北は北海道から南は鹿児島県まで（当時沖縄県はアメリカ合衆国の統治下にあり、日本に返還されていなかった）日本各地で行われる自慢比べの模様を生放送で見せていた番組で、日本テレビを始め、番組をネットしている各都道府県の系列局が持ち回りで公開放送を行っていた。司会はてんぷくトリオが務めていた。
番組は毎回「ちびっこまねっこ大会」「おくに自慢」「家族ゲーム」の3コーナーを実施していた。
毎回、全国の各地域会場からの生放送の為、カラー中継車が導入されている局の地域会場からの場合はカラーで、そうでない地域からの場合はモノクロで放送された。

## 各回の詳細
| 回           | 放送日         | サブタイトル・内容項目                                               | 公開場所                                            | ゲスト                                                            | 制作局         | 映像         | 備考                                                                                          | 脚注                 |
| ------------ | -------------- | -------------------------------------------------------------------- | --------------------------------------------------- | ----------------------------------------------------------------- | -------------- | ------------ | --------------------------------------------------------------------------------------------- | -------------------- |
| 1            | 1969年 10月5日 | 筑波のガマも大騒ぎの巻                                               | 茨城県土浦市民会館                                  | 園まり じゅんとネネ 寺内タケシ                                    | 日本テレビ     | カラー放送   |                                                                                               | [ 2 ] [ 3 ]          |
| 2            | 10月12日       | 伊丹のジェット機もびっくりの巻                                       | 大阪府伊丹市立文化会館                              | 桂三枝 内山田洋とクール・ファイブ 黒沢明とロス・プリモス 高田美和 | 読売テレビ     | カラー放送   |                                                                                               | [ 7 ]                |
| 3            | 10月19日       | 北海名物数々あれどの巻                                               | 北海道旭川市公会堂                                  | 弘田三枝子 ビリーバンバン                                         | 札幌テレビ放送 | カラー放送   |                                                                                               | [ 8 ]                |
| 4            | 10月26日       | チビッコモノマネコーナー 忍者と仙人の対決 ビックリ家族ゲームコーナー | 山梨県東八代郡石和町（当時、現笛吹市） 小松遊覧農場 | 八代英夫 ほか                                                     | 山梨放送       | モノクロ放送 |                                                                                               | [ 9 ] [ 10 ]         |
| 5            | 11月2日        | ちびっこまねっこ チャレンジゲーム                                    | 福岡県久留米市民会館                                | ジュディ・オング 奥村チヨ                                         | 福岡放送       | モノクロ放送 |                                                                                               | [ 6 ] [ 12 ]         |
| 6            | 11月9日        | ちびっこまねっこ ビックリ家族ゲーム ヨチヨチ大相撲                   | 徳島県鳴門市市民会館                                | 山田太郎 泉アキ                                                   | 四国放送       | カラー放送   |                                                                                               | [ 13 ]               |
| 7            | 11月16日       | ちびっこまねっこ 日本一子だくさん 大あわて家族ゲーム                 | 富山県富山市公会堂                                  | 黒木憲 倍賞美津子                                                 | 北日本放送     | カラー放送   |                                                                                               | [ 14 ] [ 15 ]        |
| 8            | 11月23日       | ちびっこまねっこ びっくり家族ゲーム 死者の使い恐山の謎               | 青森県弘前市民会館                                  | 佐川満男 城野ゆき                                                 | 青森放送       | カラー放送   |                                                                                               | [ 16 ] [ 17 ] [ 18 ] |
| 9            | 11月30日       | ちびっこまねっこ 犬のレスリング（闘犬）                              | 高知県須崎市立体育館                                | バーブ佐竹 森山良子                                               | 高知放送       | モノクロ放送 |                                                                                               | [ 19 ] [ 20 ]        |
| 10           | 12月7日        | ちびっこまねっこ 身延山の万灯まつり                                  | 山梨県山梨県民会館                                  | 由紀さおり 矢吹健                                                 | 山梨放送       | モノクロ放送 | 都道府県単位では唯一の2回放送。                                                               | [ 22 ]               |
| 11           | 12月14日       | ちびっこまねっこ なまはげ ちびっこが選ぶ秋田美人 花輪ばやし          | 秋田県秋田県民会館                                  | 水原弘 都はるみ ほか                                              | 秋田放送       | カラー放送   | 「ちびっこまねっこ」のコーナーに、幼少時代の桜田淳子が参加。 ネット送出にて、青森放送が応援。 | [ 23 ] [ 24 ]        |
| 12           | 12月21日       | ちびっこまねっこ ほか                                                | 山口県防府市公会堂                                  | 扇ひろ子 美川憲一 市川昭介 ミスター珍 ちびっ子レスリング          | 山口放送       | モノクロ放送 |                                                                                               | [ 25 ] [ 26 ]        |
| 13           | 12月28日       | ちびっこものまね 全国決戦大会                                        | 群馬県太田市民会館                                  | 千昌夫 中村晃子 市川昭介                                          | 日本テレビ     | カラー放送   |                                                                                               | [ 27 ]               |
| 14           | 1970年 1月4日  | 蔵王の正月                                                           | 山形県蔵王スキー場                                  | ちあきなおみ 黒木憲 アントニオ古賀 矢吹健                         | 山形放送       | モノクロ放送 |                                                                                               | [ 28 ]               |
| 15（最終回） | 1月11日        | 「ちびっ子テレビっ子大会」 ちびっこ野球拳 ほか                       | 不明                                                | 金井克子 新谷のり子                                               | 不明           | カラー放送   |                                                                                               | [ 4 ] [ 29 ]         |

## ネット局
判明している分のみ掲載。特記なき場合は生放送による同時ネット。

### 番組制作に参加した局
全てNNN加盟局
- 日本テレビ
- 読売テレビ
- 札幌テレビ放送
- 青森放送
- 秋田放送
- 山形放送
- 山梨放送
- 北日本放送
- 四国放送
- 高知放送
- 山口放送
- 福岡放送

### 番組制作未参加局
- NNN加盟局（※は放送終了後にNNNを脱退した局）
  - 広島テレビ放送[30]
  - 南海放送[30]
  - テレビ長崎※[30]
  - 鹿児島テレビ放送※[30]
  - 名古屋テレビ放送※ - 7日遅れの17:30 - 18:26に放送[31]
- NNN非加盟局
  - テレビ熊本[30]